# The Bay of Seven Isles
The Bay of Seven Isles est un film muet américain réalisé par Frank Lloyd et sorti en 1915.

## Fiche technique
- Titre : The Bay of Seven Isles
- Réalisation : Frank Lloyd
- Scénario : James Dayton
- Production : Carl Laemmle pour Universal Film Manufacturing Company
- Genre : Film dramatique
- Date de sortie :
  - États-Unis : 28 mars 1915

## Distribution
- Frank Lloyd : le capitaine du navire
- Helen Leslie : Margaret/Susette
- Marc Robbins
- Millard K. Wilson
- Duke Worne